# Volta a Cataluña 2005
La 85ª edición de la Volta a Cataluña, disputada en 2005 entre el 16 al 22 de mayo, estuvo dividida en siete etapas, por un total de 932 km. 
En esta edición se cambiaron las fechas, y en su debut el UCI ProTour, la Volta pasó a disputarse en mayo coincidiendo con el Giro de Italia. A pesar de todo, la participación fue el mejor que la de otros años, destacando entre otros Rebellin, Moncoutié, Valverde o el último ganador de la Volta, Miguel Ángel Perdiguero.
Les dos etapes andorranas fueron las que decidieron el resultado final. La cuarta, con final en Pal Arinsal, hicieron que Popovych cogiera el mallot de líder. Al día siguiente, en la cronoescalada con final en la estación de Ordino-Arcalís, el ucraniano supo defender la primera posición.

## Etapas
| Etapa     | Fecha      | Recorrido                                     | Km       | Vencedor de etapa      | Líder de la clasificación general |
| Prólogo]] | 16 de mayo | Salou - Salou (CRE)                           | 20,1 km  | Phonak Hearing Systems | Miguel Ángel Perdiguero           |
| 1ª etapa  | 17 de mayo | Cambrils - Cambrils                           | 186,8 km | Enrico Gasparotto      | Miguel Ángel Perdiguero           |
| 2ª etapa  | 18 de mayo | Salou - La Granada                            | 157,8 km | Pedro Horrillo         | Miguel Ángel Perdiguero           |
| 3ª etapa  | 19 de mayo | Perafort - Pal-Arinsal Andorra                | 237,7 km | Leonardo Piepoli       | Yaroslav Popovych                 |
| 4ª etapa  | 20 de mayo | Sornàs Andorra - Ordino-Arcalís Andorra (CRI) | 17 km    | Íñigo Cuesta           | Yaroslav Popovych                 |
| 5ª etapa  | 21 de mayo | Llivia - Pallejà                              | 198,7 km | Anthony Charteau       | Yaroslav Popovych                 |
| 6ª etapa  | 22 de mayo | Pallejà - Barcelona                           | 113,1 km | Thor Hushovd           | Yaroslav Popovych                 |

### 16-05-2005: Salou, 20,1 km. (CRE)
|   | Equipo                 | Nacionalidad              | Tiempo |
| - | ---------------------- | ------------------------- | ------ |
| 1 | Phonak Hearing Systems | Bandera de Suiza          | 21'43" |
| 2 | Discovery Channel      | Bandera de Estados Unidos | + 7"   |
| 3 | T-Mobile Team          | Bandera de Alemania       | + 15"  |

|   | Ciclista                | Equipo                 | Tiempo |
| - | ----------------------- | ---------------------- | ------ |
| 1 | Miguel Ángel Perdiguero | Phonak Hearing Systems | 21'43" |
| 2 | Robert Hunter           | Phonak Hearing Systems | m. t.  |
| 3 | Floyd Landis            | Phonak Hearing Systems | m. t.  |

### 17-05-2005: Cambrils, 186,8 km.
|   | Ciclista          | Equipo           | Tiempo    |
| - | ----------------- | ---------------- | --------- |
| 1 | Enrico Gasparotto | Liquigas-Bianchi | 4h 48'39" |
| 2 | Claudio Corioni   | Fassa Bortolo    | m. t.     |
| 3 | Thor Hushovd      | Crédit Agricole  | m. t.     |

|   | Ciclista                | Equipo                 | Tiempo    |
| - | ----------------------- | ---------------------- | --------- |
| 1 | Miguel Ángel Perdiguero | Phonak Hearing Systems | 5h 10'20" |
| 2 | Nicolas Jalabert        | Phonak Hearing Systems | m. t.     |
| 3 | Robert Hunter           | Phonak Hearing Systems | m. t.     |

### 18-05-2005: Salou-La Granada, 157,8 km.
|   | Ciclista        | Equipo          | Tiempo    |
| - | --------------- | --------------- | --------- |
| 1 | Pedro Horrillo  | Rabobank        | 3h 35'59" |
| 2 | Thor Hushovd    | Crédit Agricole | m. t.     |
| 3 | Claudio Corioni | Fassa Bortolo   | m. t.     |

|   | Ciclista                | Equipo                 | Tiempo    |
| - | ----------------------- | ---------------------- | --------- |
| 1 | Miguel Ángel Perdiguero | Phonak Hearing Systems | 8h 46'18" |
| 2 | Robert Hunter           | Phonak Hearing Systems | m. t.     |
| 3 | Nicolas Jalabert        | Phonak Hearing Systems | m. t.     |

### 19-05-2005: Perafort-Pal Arinsal, 237,7 km.
|   | Ciclista          | Equipo                         | Tiempo    |
| - | ----------------- | ------------------------------ | --------- |
| 1 | Leonardo Piepoli  | Saunier Duval-Prodir           | 6h 22'09" |
| 2 | Yaroslav Popovych | Discovery Channel              | m. t.     |
| 3 | Aitor Osa         | Illes Balears-Caisse d'Epargne | m. t.     |

|   | Ciclista                | Equipo                         | Tiempo     |
| - | ----------------------- | ------------------------------ | ---------- |
| 1 | Yaroslav Popovych       | Discovery Channel              | 15h 08'31" |
| 2 | Aitor Osa               | Illes Balears-Caisse d'Epargne | + 11"      |
| 3 | Miguel Ángel Perdiguero | Phonak Hearing Systems         | + 45"      |

### 20-05-2005: Sornàs-Ordino Arcalís, 17 km. (CRI)
|   | Ciclista         | Equipo               | Tiempo |
| - | ---------------- | -------------------- | ------ |
| 1 | Íñigo Cuesta     | Saunier Duval-Prodir | 37'18" |
| 2 | Leonardo Piepoli | Saunier Duval-Prodir | + 25"  |
| 3 | David Moncoutié  | Cofidis              | + 45"  |

|   | Ciclista          | Equipo               | Tiempo     |
| - | ----------------- | -------------------- | ---------- |
| 1 | Yaroslav Popovych | Discovery Channel    | 15h 46'40" |
| 2 | Leonardo Piepoli  | Saunier Duval-Prodir | + 20"      |
| 3 | David Moncoutié   | Cofidis              | + 59"      |

### 21-05-2005: Llivia-Pallejà, 198,7 km.
|   | Ciclista          | Equipo                         | Tiempo    |
| - | ----------------- | ------------------------------ | --------- |
| 1 | Anthony Charteau  | Bouygues Telecom               | 4h 16'54" |
| 2 | Beat Zberg        | Gerolsteiner                   | + 4"      |
| 3 | José Luis Arrieta | Illes Balears-Caisse d'Epargne | m. t.     |

|   | Ciclista          | Equipo               | Tiempo     |
| - | ----------------- | -------------------- | ---------- |
| 1 | Yaroslav Popovych | Discovery Channel    | 20h 03'59" |
| 2 | Leonardo Piepoli  | Saunier Duval-Prodir | + 20"      |
| 3 | David Moncoutié   | Cofidis              | + 59"      |

### 22-05-2005: Pallejà-Barcelona, 113,1 km.
|   | Ciclista                | Equipo                 | Tiempo    |
| - | ----------------------- | ---------------------- | --------- |
| 1 | Thor Hushovd            | Crédit Agricole        | 2h 32'57" |
| 2 | Fred Rodriguez          | Davitamon-Lotto        | m. t.     |
| 3 | Miguel Ángel Perdiguero | Phonak Hearing Systems | s.t.      |

|   | Ciclista          | Equipo               | Tiempo     |
| - | ----------------- | -------------------- | ---------- |
| 1 | Yaroslav Popovych | Discovery Channel    | 22h 36'56" |
| 2 | Leonardo Piepoli  | Saunier Duval-Prodir | + 20"      |
| 3 | David Moncoutié   | Cofidis              | + 59"      |

## Clasificaciones finales

### Clasificación general
| Posición | Ciclista                | Equipo                         | Tiempo     |
| -------- | ----------------------- | ------------------------------ | ---------- |
|          | Yaroslav Popovych       | Discovery Channel              | 22h 36'56" |
| 2        | Leonardo Piepoli        | Saunier Duval-Prodir           | + 20"      |
| 3        | David Moncoutié         | Cofidis                        | + 59"      |
| 4        | Michael Rogers          | Quick Step-Innergetic          | + 1'18"    |
| 5        | Aitor Osa               | Illes Balears-Caisse d'Epargne | + 1'23"    |
| 6        | Miguel Ángel Perdiguero | Phonak Hearing Systems         | + 2'01"    |
| 7        | Eladio Jiménez          | Comunitat Valenciana           | + 2'09"    |
| 8        | Íñigo Cuesta            | Saunier Duval-Prodir           | + 2'18"    |
| 9        | Christophe Moreau       | Crédit Agricole                | + 2'20"    |
| 10       | Ezequiel Mosquera       | Kaiku                          | + 2'25"    |

## Clasificaciones secundarias
|   | Ciclista         | Equipo               | Puntos    |
| - | ---------------- | -------------------- | --------- |
| 1 | Íñigo Cuesta     | Saunier Duval-Prodir | 46 puntos |
| 2 | Leonardo Piepoli | Saunier Duval-Prodir | 41 puntos |
| 3 | Benoît Poilvet   | Crédit Agricole      | 33 puntos |

|   | Ciclista          | Equipo               | Puntos   |
| - | ----------------- | -------------------- | -------- |
| 1 | Eladio Jiménez    | Comunitat Valenciana | 9 puntos |
| 2 | Christophe Moreau | Crédit Agricole      | 6 puntos |
| 3 | Maryan Hary       | Bouygues Telecom     | 6 puntos |

|   | Ciclista          | Equipo           | Puntos    |
| - | ----------------- | ---------------- | --------- |
| 1 | Thor Hushovd      | Crédit Agricole  | 65 puntos |
| 2 | Fred Rodriguez    | Davitamon-Lotto  | 51 puntos |
| 3 | Enrico Gasparotto | Liquigas-Bianchi | 50 puntos |

|   | Equipo                         | Nacionalidad | Tiempo     |
| - | ------------------------------ | ------------ | ---------- |
| 1 | Cofidis                        | Francia      | 67h 59'24" |
| 2 | Phonak Hearing Systems         | Suiza        | + 52"      |
| 3 | Illes Balears-Caisse d'Epargne | España       | + 1'47"    |

## Progreso de las clasificaciones
Esta tabla muestra el progrero de las diferentes clasificaciones durante el desarrollo de la prueba.
| Etapa (Ganador)                        | Clasificación General   | Clasificación de la Montaña | Clasificación por Puntos | Clasificación por equipos |
| -------------------------------------- | ----------------------- | --------------------------- | ------------------------ | ------------------------- |
| Etapa 1 (CRE) (Phonak Hearing Systems) | Miguel Ángel Perdiguero | no es repartiren punts      | no es repartiren punts   | Phonak Hearing Systems    |
| Etapa 2 (Enrico Gasparotto)            | Miguel Ángel Perdiguero | Xavier Florencio            | Enrico Gasparotto        | Phonak Hearing Systems    |
| Etapa 3 (Pedro Horrillo)               | Miguel Ángel Perdiguero | Xavier Florencio            | Enrico Gasparotto        | Phonak Hearing Systems    |
| Etapa 4 (Leonardo Piepoli)             | Yaroslav Popovych       | Xavier Florencio            | Enrico Gasparotto        | Cofidis                   |
| Etapa 5 (CRI) (Íñigo Cuesta)           | Yaroslav Popovych       | Leonardo Piepoli            | Leonardo Piepoli         | Cofidis                   |
| Etapa 6 (Anthony Charteau)             | Yaroslav Popovych       | Íñigo Cuesta                | Leonardo Piepoli         | Cofidis                   |
| Etapa 7 (Thor Hushovd)                 | Yaroslav Popovych       | Íñigo Cuesta                | Thor Hushovd             | Cofidis                   |